# Консервирование

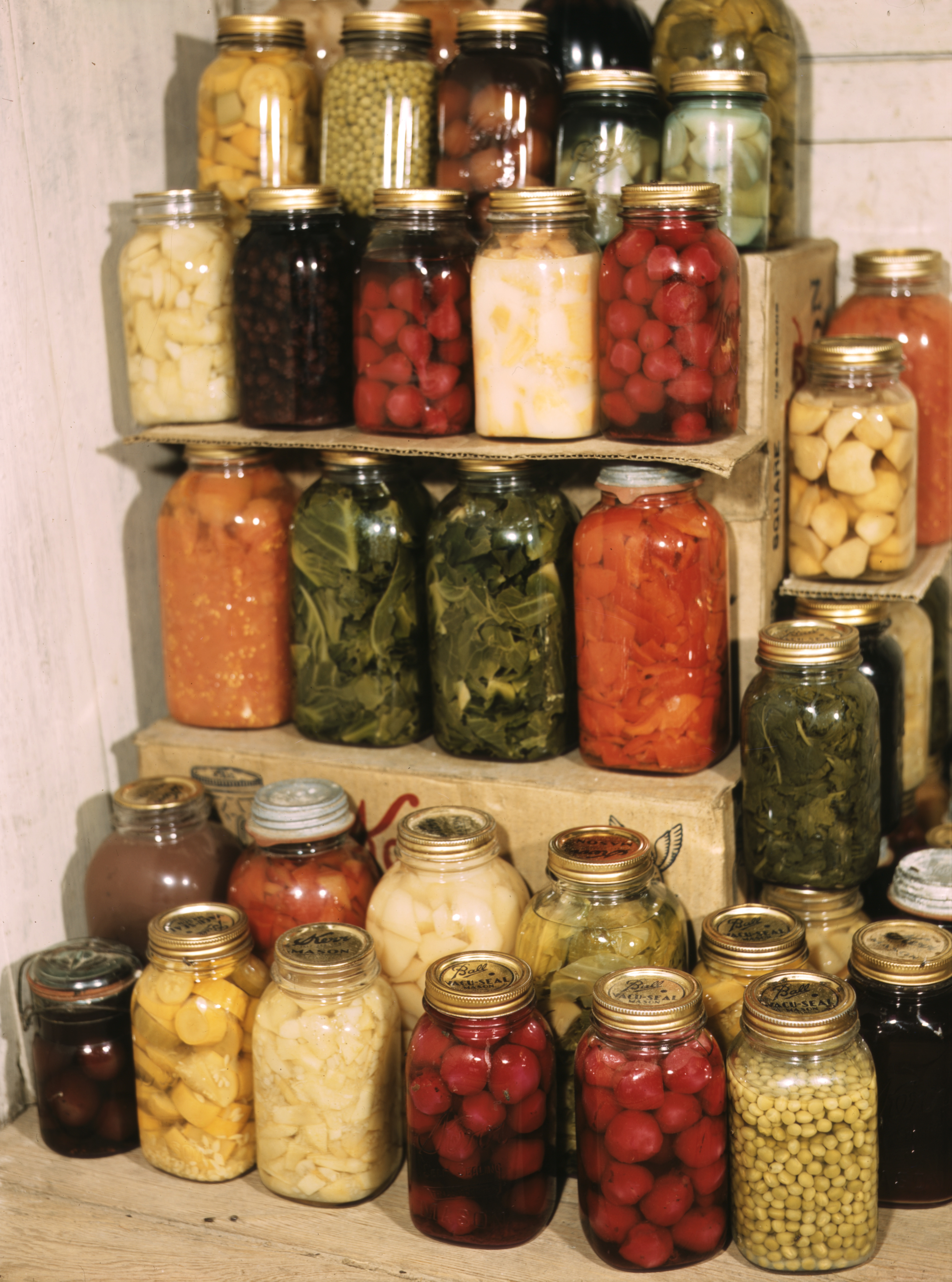
Домашнее консервирование

Консервирование — общее название различных способов обработки пищевых продуктов (изготовления консервов) для повышения их срока хранения в основном за счёт угнетения жизнедеятельности портящих продукты микроорганизмов.
В широком смысле под консервированием подразумевается любой процесс, значительно удлиняющий сохранность продуктов в пригодном для употребления в пищу виде. Основная задача консервирования — свести уровень активности воды до минимального уровня, что лишает вредные микроорганизмы среды обитания для дальнейшего развития и порчи продукта.

## Методы консервирования и сохранения пищи
Консервирование делится на комплекс мер по изоляции продукта, уничтожению находящихся в нём бактерий и спор, изменение его состава и условий хранения для предотвращения развития в нём микроорганизмов, защита продукта от разрушения под воздействием высоких температур и солнечных лучей.

### Соление
Поваренная соль издавна применяется для сохранения мясных и рыбных продуктов. При посоле, в процессе осмоса, соль «вытягивает» из продукта воду, а сам продукт насыщается солью и благодаря нарушению водно-солевого баланса становится непригоден для развития большинства бактерий. Для некоторых микроорганизмов поваренная соль сама по себе является токсичной.

### Квашение
Квашение является комбинацией биологической консервации кислотами и засолки. Молочнокислые бактерии утилизируют сахара (углеводы) и выделяют органические кислоты, препятствующие развитию плесеней.

### Маринование
Маринование производят органическими кислотами, губительными для бактерий, но пригодными для потребления человеком. Обычно используются лимонная, уксусная, молочная и другие кислоты, создающие неблагоприятную для развития бактерий кислую среду.

### Кандирование
При высокой концентрации сахара в результате осмоса бактерии не могут развиваться в продукте. Однако если кислотность продукта невелика — возможно развитие различных плесневых грибов.
Засахаривание происходит когда пропитанные сахарным раствором (сироп) продукты высушивают, пропитавший продукт раствор сахара кристаллизуется. Таким образом делают цукаты из фруктов.

### Применение других консервантов
Добавка консервантов, разрешённых в пищевой промышленности, обеспечивает улучшение сохранности продуктов самого разного типа (напитки, консервы, пресервы).

### Методы, связанные с уменьшением содержания воды

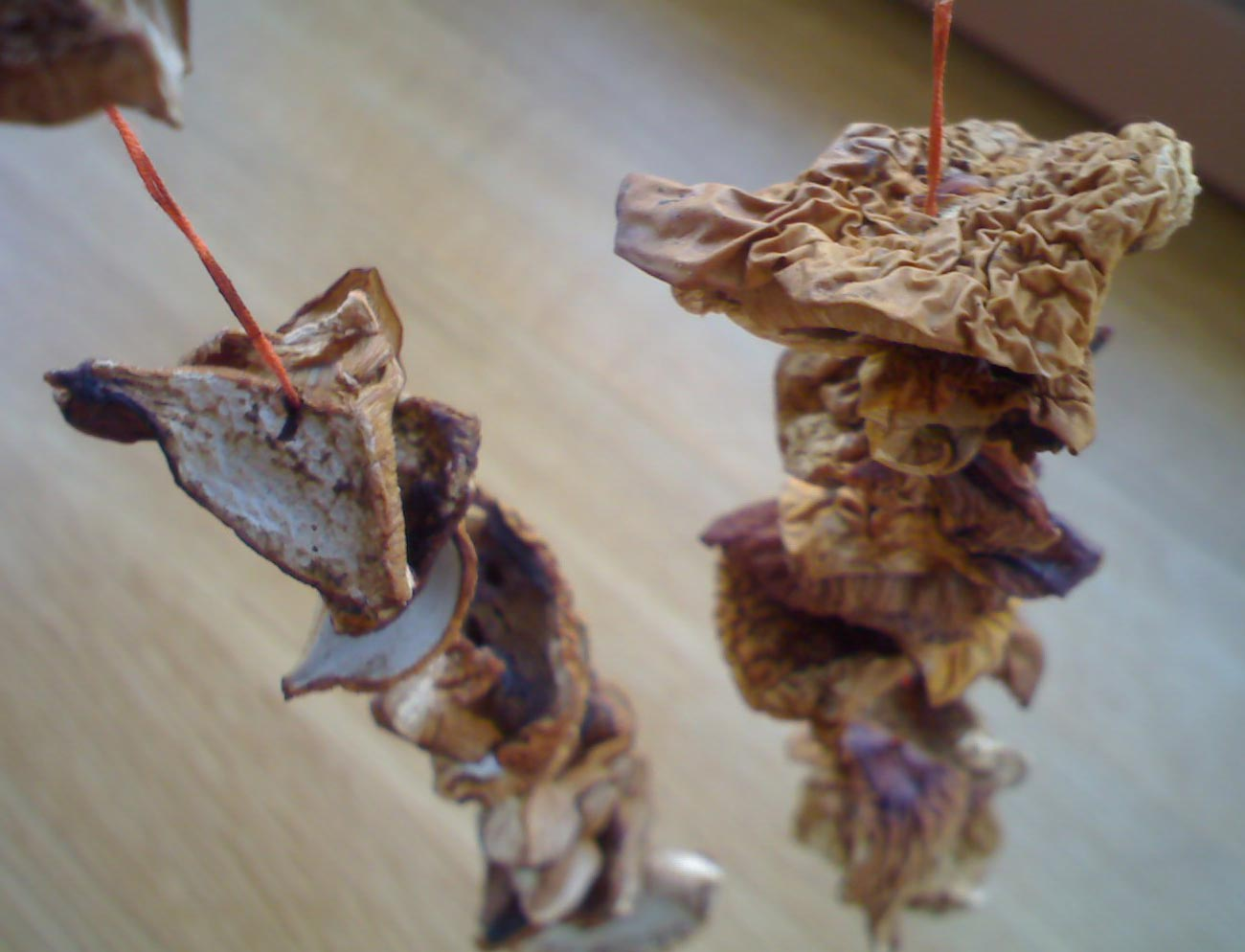
Сушёные грибы на нитке

#### Сушка
Сушка является старейшим методом консервирования. В процессе сушки из продукта удаляется влага, что лишает микроорганизмы среды обитания для развития. Сушка может производиться как на открытом воздухе, на ветру для предотвращения загнивания, так и с помощью вакуума. Широко распространены засоленные и засушенные мясо, рыба и сузьма.

#### Желирование
В этом методе также используется эффект снижения активности воды в пищевом продукте.
Для желирования используется желатин, альгинаты, пектин и крахмал. Желированная масса продукта является непроницаемой для большинства бактерий и плесени.
Наиболее известные продукты длительного хранения из этой категории — мармелад и пат.

#### Копчение
Копчение сочетает в себе частичное обезвоживание (иногда — совсем незначительное) и химическую консервацию. В процессе копчения продукт сушится и пропитывается дымом, ароматические углеводороды консервируют его и придают особый аромат.

#### Вяление
Вяление также сочетает обезвоживание продукта и, одновременно, его некоторую химическую консервацию поваренной солью.

#### Плодовые пюре,повидло,джем,варенье,пастила.Сиропы
Для получения фруктовых консервов широко используют варку в сахарном сиропе, или просто уваривание сладких соков без добавления сахара.

### Герметизация

#### Герметизация и вакуумная упаковка
Герметизация производится для предотвращения попадания в обработанный продукт микроорганизмов из воздуха. Применялась ещё в древности. Так, в Афганистане запечатывали гроздья винограда в конусы из глины — разбив которые, можно было получить свежие ягоды и месяцы спустя.
Вакуумная упаковка оставляет аэробные бактерии без кислорода и они погибают.
Однако, вызывающая ботулизм бактерия не выделяет газы или различимые на вкус и запах вещества, и поэтому её развитие в консервах опасно для жизни.

#### Атмосферная консервация и замена газовой атмосферы
Содержащая кислород атмосфера в упаковке заменяется инертной, таким образом сохраняют продукт (например, салат), без нарушения его формы.
Заменяя кислород азотом, убивают содержащихся в продуктах насекомых.

### Температурная обработка и криоконсервирование

#### Стерилизацияипастеризация
Продолжительное нагревание продукта до температуры в 60-70 °С называется пастеризацией, по имени Луи Пастера. В результате этого процесса бактерии погибают, но выживают их споры, для предотвращения развития которых пастеризованные продукты хранят в холоде. Метод дробной пастеризации заключается в том, что после пастеризации продукт выдерживают при нормальной температуре достаточное для развития спор время, после этого подвергают повторной пастеризации. Процесс может быть повторён несколько раз.
Для полной стерилизации бывает недостаточно прокипятить продукт при 100°С — уничтожение термостойких спор бактерий требует нагревания продукта до больших температур при повышенном давлении.
Пастеризация применяется в тех случаях , когда не требуется длительное хранение консервированных продуктов, а стерилизацию применяют для получения продуктов длительного хранения. Обычно продукты с достаточно высоким содержанием кислот подвергают пастеризации, а с малой кислотностью — стерилизации.

#### Низкие температуры
Охлаждение продуктов замедляет все химические процессы, в том числе деятельность микроорганизмов, и предотвращает развитие их зародышей, замораживание до нуля градусов и ниже полностью останавливает жизнедеятельность бактерий.
Традиционным является метод хранения продуктов в подполах или подвалах. Сочетание низкого количества кислорода в воздухе и низкой температуры позволяет добиться длительных сроков хранения.

### Облучение (радиационная стерилизация)
Облучение продукта рентгеном или гамма-излучением производится для уничтожения бактерий и плесени.

### Биологическая консервация
Такие традиционные способы сохранения продуктов, как их специальная ферментация — сбраживание скоропортящихся веществ, с сопутствующим образованием консервантов — кислот и других микробных метаболитов — используются с незапамятных времён.
К ним относятся уже упоминавшееся квашение, брожение (в производстве вина и уксуса) и другие.
Примером биологической консервации может служить сыр. Бактерии, его сформировавшие, препятствуют развитию в нём других микроорганизмов.